# Ribeauvillé

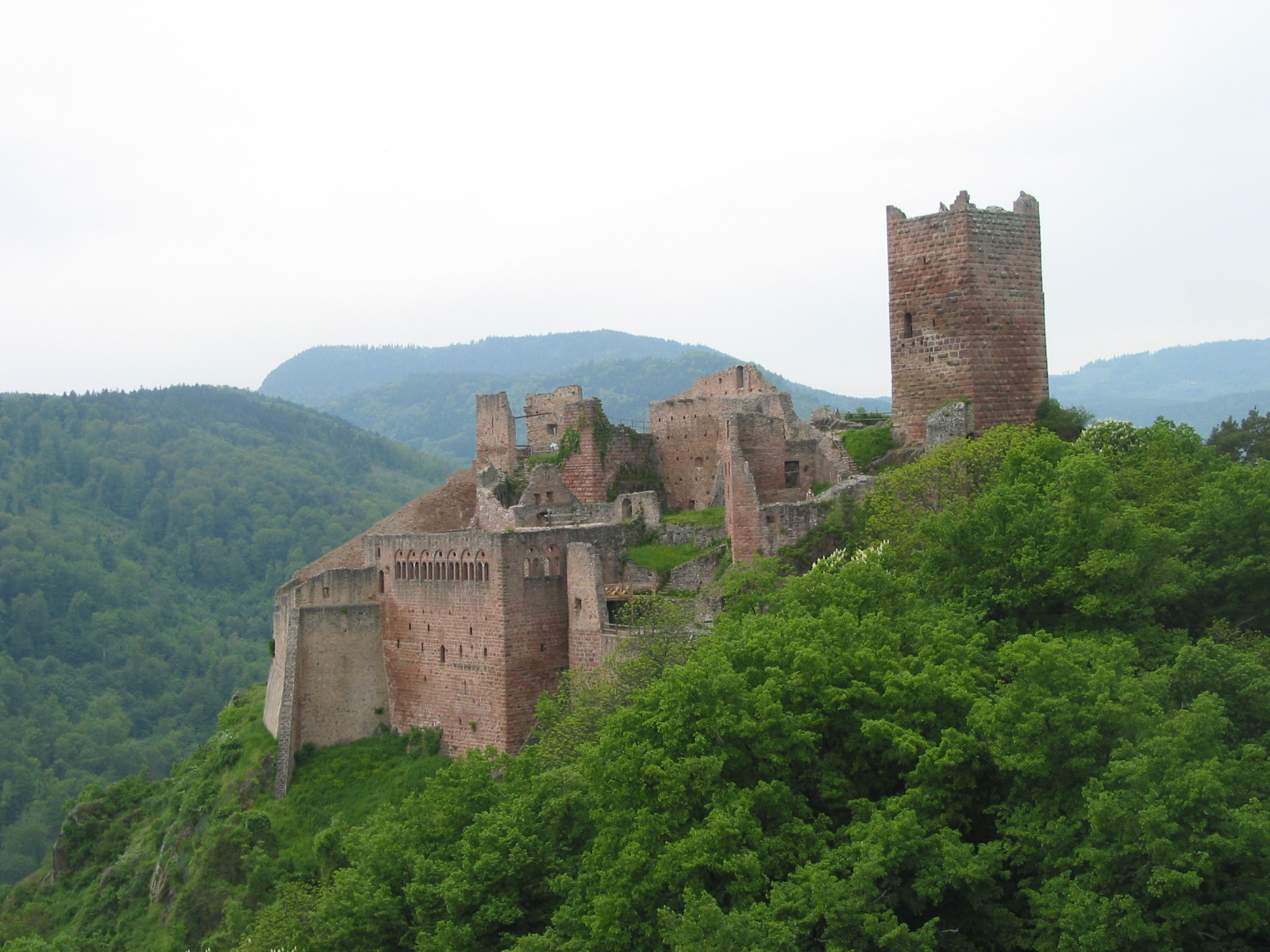
Fortet

Ribeauvillé är en kommun i departementet Haut-Rhin i regionen Grand Est (tidigare regionen Alsace) i nordöstra Frankrike. Kommunen ligger i kantonen Ribeauvillé som tillhör arrondissementet Ribeauvillé. År 2022 hade Ribeauvillé 4 723 invånare.

## Befolkningsutveckling
Antalet invånare i kommunen Ribeauvillé
| Referens: INSEE |